# Peter Rehder (Bauingenieur)

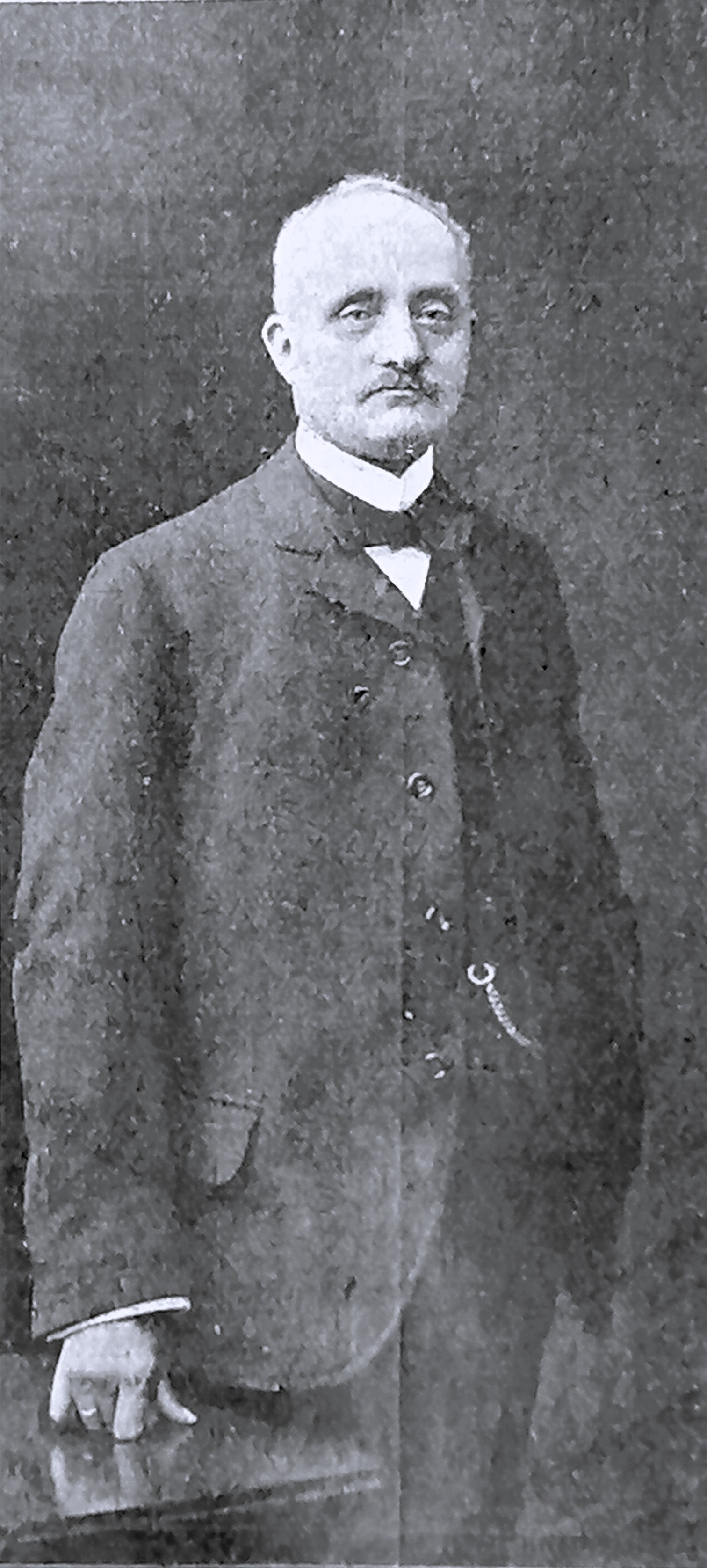
Peter Rehder

Peter Rehder (* 28. April 1843 in Oster-Jork; † 25. April 1920 in Lübeck) war ein deutscher Wasserbauingenieur und preußischer bzw. lübeckischer Baubeamter. Als Wasserbaudirektor der Freien und Hansestadt Lübeck entwickelte er den Plan des Elbe-Lübeck-Kanals.

## Leben

### Laufbahn
Einem niedersächsischen Bauerngeschlecht entstammend wuchs Rehder in Oster-Jork in der Provinz Hannover auf, legte sein Abitur am Athenaeum in Stade ab und studierte dann an der Technischen Hochschule Hannover. Nach seinem Studium des Eisenbahn- und Wasserbaus und seinem ersten Staatsexamen, trat Rehder zunächst am 1. April 1867 in den Hannoverschen Wasserbaudienst. In der Bauinspektion in Emden flickte er als Erstes die von einer Sturmflut zerrissene Insel Borkum wieder zusammen. Zur Planung der Schutzmittel für die im Abbruch liegenden Nordseeinseln wurde er am 28. April 1868 zur Bezirksregierung Stade versetzt. Dort wurde er mit den laufenden Wasserbauten an Elbe und Oste und mit der Entwurfsbearbeitung einer größeren Entwässerungsanlage betraut.
Rehder trat am 6. März 1869 in den Dienst der für den Bau eines Kriegshafens in Kiel eingesetzten Marinehafenbaudirektion. Während seiner dortigen Tätigkeit legte er das zweite Staatsexamen in Berlin ab und wurde am 22. Dezember 1873 zum Regierungsbaumeister (Assessor in der öffentlichen Bauverwaltung) ernannt.
Am 15. März 1875 folgte Rehder der wiederholten Aufforderung des lübeckischen Baudirektors Louis Martiny, seines früheren Chefs bei den Kriegshafenbauten, als Diätar in den Lübecker Staatsdienst überzutreten. Hier wurde er am 1. Januar 1879 zum Bauinspektor. Nach der  Versetzung von Martiny zum 1. Januar 1888 in den Ruhestand war Rehder für alle Wasserbaumaßnahmen der Stadt zuständig und wurde am 30. April 1888 zum Wasserbaudirektor ernannt. Emil Louis Paul Martiny zog dieser Berlin und verstarb dort am 30. November 1888. Rehder, seitdem für alle Wasserbaumaßnahmen der Stadt zuständig,
Bei der Bürgerschaftswahl am 23. Juni 1883 für den I. Wahlbezirk (Jakobi Quartier) und Vorstadt (St. Gertrud) wurde er in die Bürgerschaft gewählt. Von 1097 Bürgern übten 722 (66 %) ihr Wahlrecht aus. Rehder erhielt als Mitglied der Fortschrittspartei 141 Stimmen.
Die Trave hatte 1875 eine Wassertiefe von 4 m mit Krümmungen bis 276 m Halbmesser, und die Häfen wiesen nur notdürftig befestigte Ufer auf. Nach seinen Plänen und unter dessen Leitung wichen Wallanlagen und Gärten durch schwere Kaimauern eingefassten und mit Güterschuppen, Gleisanschluss und Löschvorrichtungen ausgerüsteten Hafenanlagen. Diese waren kilometerweit von Holzlagerplätzen und Fabrikgeländen gesäumt.
Die sog. „2. Travekorrektion“ für eine Mindestfahrwassertiefe von 5 Metern plante Rehder 1884 und bildete ab 1887 die Grundlage der Hafenerweiterungen. ein Durchstich schaffte die Teerhofinsel und verkürzte die Fahrzeit erheblich. Auf sein Betreiben hin, kaufte der Staat die Uferländereien an und entzog sie somit der Spekulation. In Verbindung mit den zugeschütteten seichten Buchten wurden Industriegelände ausgebaut und durch Uferbahnen wie der Hochofenwerk–Dänischburg oder Industriebahn Schlutup aufgeschlossen.
Für die Lübecker galt die Teilnahme am Binnenschifffahrts-Kongress in Paris im Juli 1892 der in der Planung und Erbauung des Elbe-Trave-Kanals liegenden Hauptaufgabe im letzten Jahrzehnt des 19. Jahrhunderts. Sie waren durch Hermann Wilhelm Fehling, Emil Possehl, Adolf Brehmer und Kapitän Heitmann als Mitglieder des Kanal-Vereins sowie Rehder als Vertreter des Nautischen Verein Lübecks vertreten. Fehling und Possehl waren zudem auch die Mitglieder der Handelskammer.

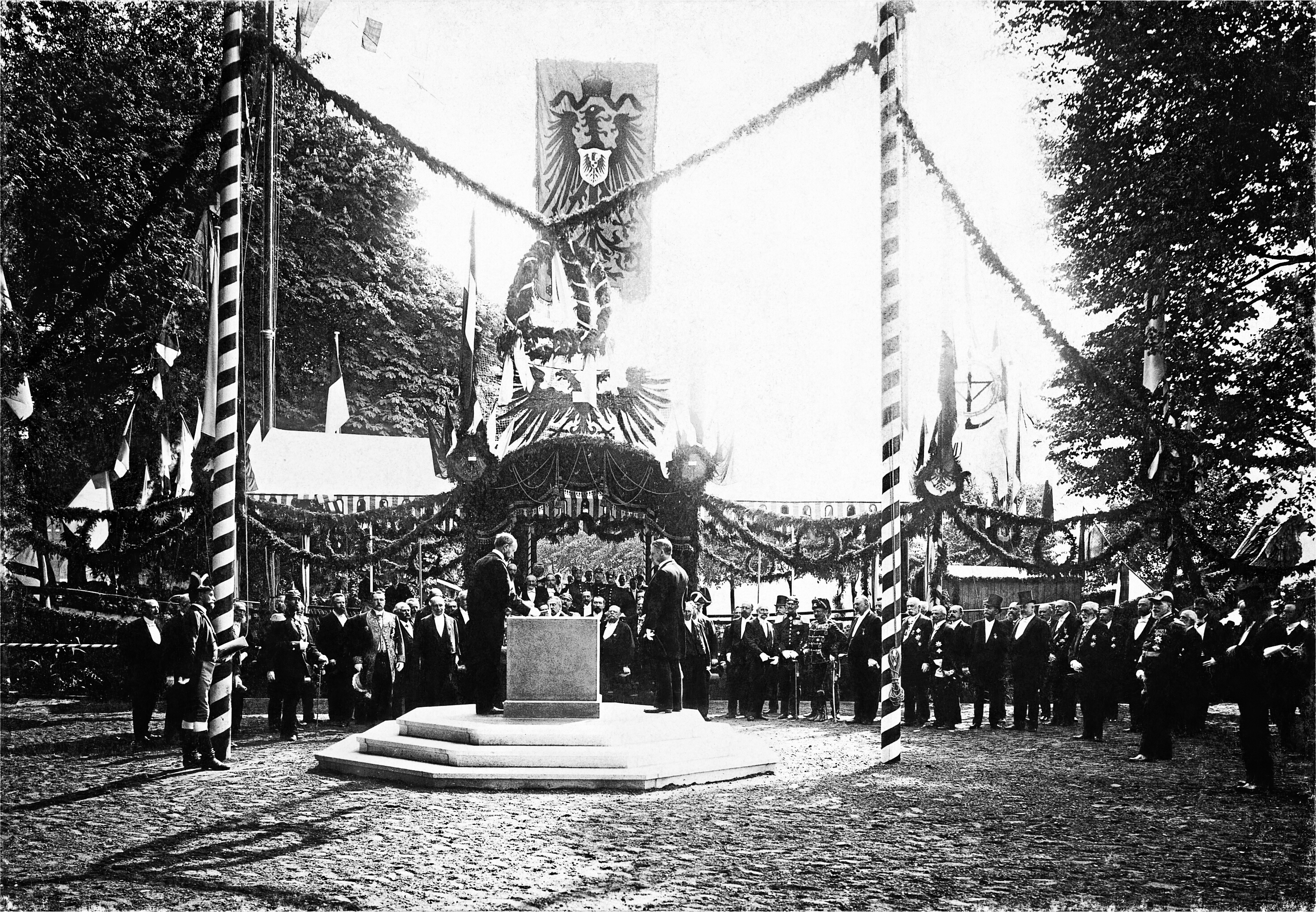
Grundsteinlegung des Elbe-Trave-Kanals

In dieser Eigenschaft nahm Rehder auch am 31. Mai 1895 an der Grundsteinlegung des Kanals teil. Nach den Schlägen mit dem silbernen Hammer durch Senator Heinrich Klug beschlug Baudirektor Rehder den Granitstein als Letzter und übernahm sein Werk in aller Form mit den Worten: „Bei dem großen und schwierigen Bau bleibe Gunst und Glück mir treu. Das walte Gott.“ worauf Bürgermeister Heinrich Theodor Behn das Schlusswort der Veranstaltung sprach. Zur Eröffnung des Kanals wurde Rehder am 13. Juni 1900 vom Senat per Dekret der Titel Oberbaudirektor verliehen. Rehder plante auch die von Kaiser Wilhelm II. drei Tage später eingeweihte Hubbrücke.
Schon während des Kanalbaus beteiligte sich Rehder intensiv an den Verhandlungen über die Erbauung des neuen Hauptbahnhofs. Seine Pläne waren darauf ausgerichtet, die durch die Hafen- und Bahnhofsbauten freiwerdenden Ländereien für den Staat nutzbar zu machen. Sein Projekt zum Bau einer Hochbrücke in Höhe der Stuckfähre im Zuge einer zukünftigen Ringstraße scheiterte jedoch an der Bürgerschaft. Die am 10. März 2008 dem Verkehr übergebene Eric-Warburg-Brücke ergänzt das Ringstraßensystem zwischen A 1 / Schwartauer Allee und Travemünder Allee im Zuge der sogenannten Nordtangente und beruht im Grund auf seinen ersten Planungsüberlegungen.
Von 1901 bis 1907 erfolgte die „3. Travekorrektion“ für eine Mindestwassertiefe von 7,50 m. Es erfolgte der Durchstich Gothmund–Großer Avelund und es wurde die Herrenbrücke gebaut.
In seiner mit sieben Karten ausgerüsteten Denkschrift „Die bauliche und wirtschaftliche Ausgestaltung und Nutzbarmachung der Lübeckischen Hauptschiffahrtsstraßen“ für Handel, Industrie und Verkehrsentwicklung entwarf er ein Bauprogramm mit ausgedehntem Freihafengebiet. In den Jahren von 1906 bis 1911 suchte er auf eigene Anregung hin im Auftrag des Senats eine Anschlussmöglichkeit Lübecks und Hamburgs an den Mittellandkanal. Einen baureifen Entwurf für den Nord-Süd-Kanal hatte er in seiner Denkschrift „Ein Nord-Süd-Kanal“ mit 77 Zeichnungen, Plänen und Kostenanschlägen niedergelegt. Da dieser Entwurf beim preußischen Ministerium der öffentlichen Arbeiten nicht die nötige Zustimmung fand, wollte er die Bedeutung des Kanals vom reichsdeutschen Standpunkt aus darlegen. Jene Denkschrift wuchs sich zu seiner letzten und größten Arbeit aus. Sie erschien 1918 in dem Werk „Der Nord-Süd-Kanal und das zukünftige mitteldeutsche Kanalnetz zwischen Weser und Elbe mit Anschlüssen an die Donau und Oder und an den Main und Rhein. Deutsche Seegeltung und Reichswasserstraßen. Eine Kanalstudie für das mittlere Deutschland.“ Hierin forderte er den Anschluss deutscher Seehäfen an das mitteldeutsche Kanalnetz als Gegengewicht zu dem durch den Rhein-Herne-Kanal vorhandenen Anschluss an Rotterdam und Antwerpen. Er zeichnete erstmals die Grundlinien eines einheitlichen deutschen Wasserstraßennetzes.
Außerdienstlich war er Berater Rendsburgs beim Bau des Kaiser-Wilhelm-Kanals (1887–1892), entwarf die Hafen- und Fahrwasserpläne Norrköpings (1902), begutachtete die Hafenpläne für Bergen und Stockholm, sowie seiner nicht mehr vollendeten Arbeit über die topografische Gestaltung und geschichtliche Entwicklung der lübeckischen Gewässer und Schifffahrtsverhältnisse.

### Rehder-Plan
Im Rahmen der industriellen Erweiterung des Lübecker Hafengebiets auf der Wallhalbinsel initiierte Rehder 1884 eine Studie, die den Ausbau des Hafens zum Thema hatte, aus der er wiederum 1905 den sogenannten „Rehder-Plan“ entwickelte. Rehder forderte hiermit einen allgemeinen Umbau des Lübecker Hafens (fokussiert auf neuerrichtete leistungsfähige Hafenbecken im Norden der Lübecker Altstadt) sowie eine industrielle Aufstellung der Traveufer bis nach Travemünde. Besonders relevant für die Neuplanung der Wallhalbinsel war die von Rehder entworfene Drehbrücke, die den Straßen- und Schienenverkehr zur Wallhalbinsel verstärkte. Außerdem mussten im Rahmen der Neuordnung des Hafenareals historische Bauwerke wie die Lübecker Dröge und das Ratsgießhaus abgerissen werden, und nördliche Bastionen wurden ebenfalls in den Jahren 1885–1893 entfernt. Rehder veranlasste zudem eine Neustrukturierung der Lübecker Gleisanlagen, und vor dem heutigen Schuppen D wurde eine Eisenbahndrehscheibe gebaut. Ab dem Jahr 1894 wurden zudem zwei parallele Hafenschuppenreihen im Sinne der Lagerung errichtet.

### Familie
Mit seiner Frau hatte er vier Kinder und zwölf Enkel.

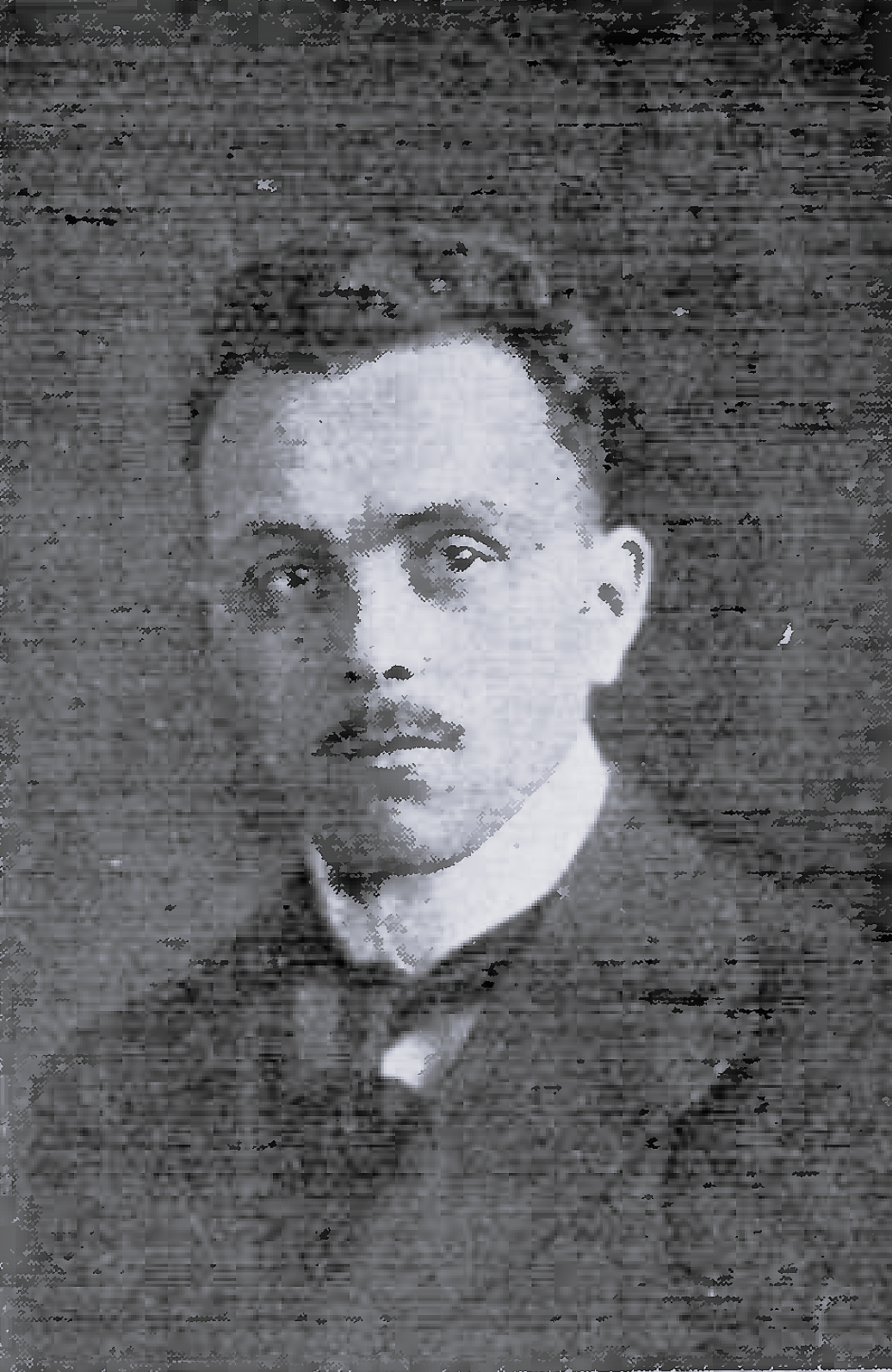

Sein jüngster Sohn Herrmann wurde am 16. Juni 1881 in Lübeck geboren. Er besuchte das Katharineum und machte am 13. März 1903 sein Abitur, studierte Rechtswissenschaften an der Albert-Ludwigs-Universität Freiburg, der Friedrich-Wilhelms-Universität Berlin und der Georg-August-Universität Göttingen. Er bestand im Juli 1907 sein erstes Staatsexamen in Celle mit „gut“ und am 13. November 1911 das zweite Staatsexamen in Hamburg, worauf er am 16. Dezember 1911 in Lübeck als Rechtsanwalt zugelassen wurde.
Er meldete sich 1914 gleich nach der Kriegserklärung zum Kriegsdienst. Am Sonntag, den 2. August 1914, ließ er noch seine Tochter taufen, und zog am 3. August ins Feld. Mitte August wurden die Offiziere des in die Vogesen vorrückenden Reserve-Infanterie-Regiments Nr. 109 in Karlsruhe von Großherzog Friedrich II. persönlich verabschiedet.

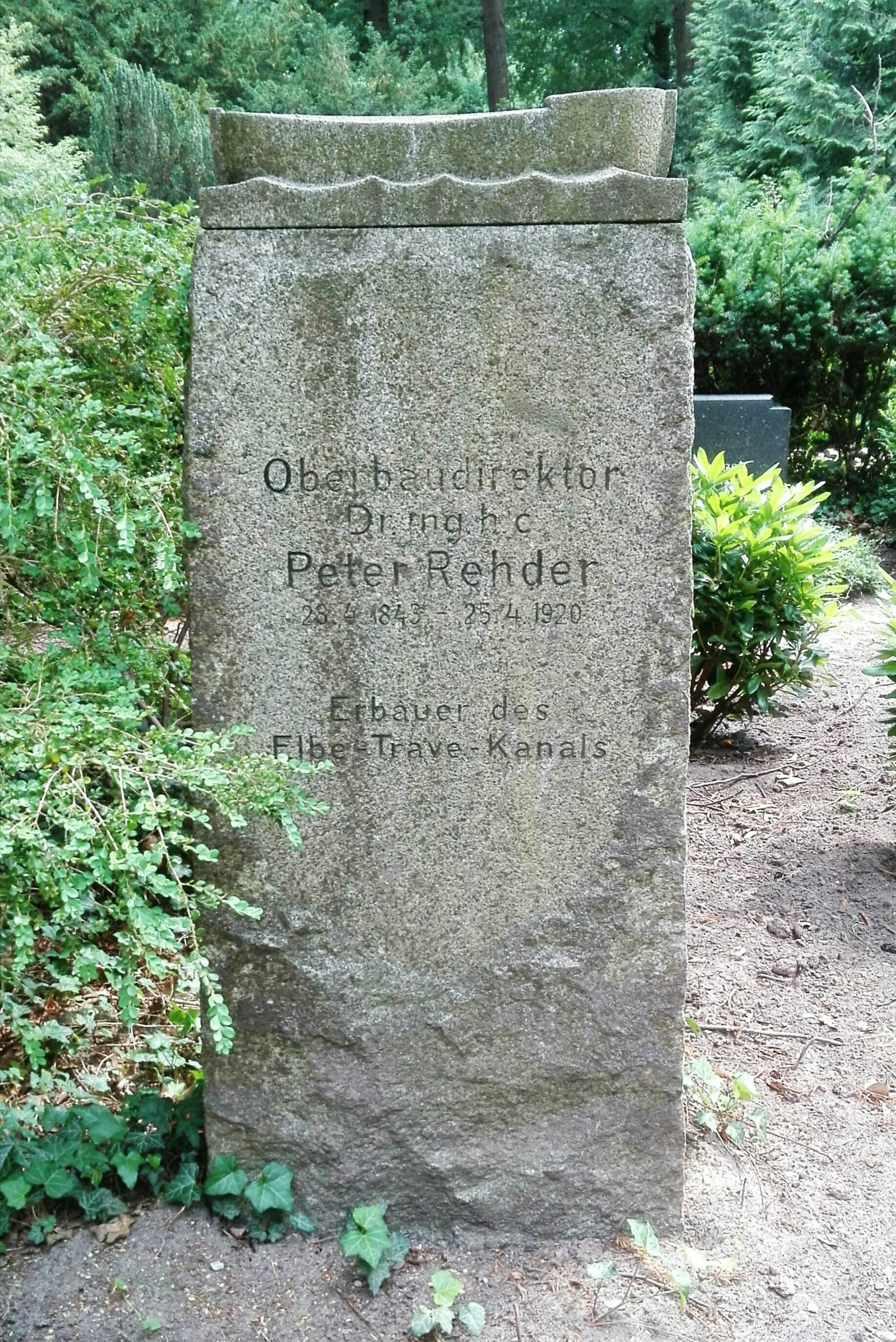
Grabmal auf dem Burgtorfriedhof in Lübeck

Leutnant Rehder, seit 20. August Bataillonsadjutant, war als einer der Ersten zur Auszeichnung mit dem Eisernen Kreuz vorgeschlagen worden. Am 29. August, seinem einjährigen Hochzeitstag, fiel er in einem kleinen Wäldchen in der Nähe des Dorfs Biarville bei Brehimont westlich des damaligen Saint-Michels. Nach einem langen Rückzug mit heftigen Offensiven zu Beginn des Ersten Weltkriegs behauptete sich die französische Ostarmee hier hinter der Westflanke des Meurthetals von den Höhen der Mortagne bis zum symbolträchtigen Col de la Chipotte vom 25. August bis 12. September 1914 in einer ausgedehnten Verteidigungsfront. Die deutschen Truppen setzten ihre Bemühungen in Richtung Rambervillers und Épinal nicht fort, während der deutsche Durchbruch durch das Oise-Tal die Tür nach Paris öffnen sollte. Die deutsche Strategie wurde jedoch erkannt, und die nach der deutschen Offensive in der Champagne erschütterte französische Verteidigung aufgefüllt und neu strukturiert.

## Ehrungen
Peter Rehder wurde noch zu Lebzeiten vielfältig geehrt. Das Königreich Preußen verlieh ihm den Roten Adlerorden 4. und später 3. Klasse, das Großherzogtum Oldenburg das Offizierskreuz des Haus- und Verdienstordens des Herzogs Peter Friedrich Ludwig. Zur Würdigung seiner Verdienste beim Bau des Kanals ließ ihm Kaiser Franz Joseph I. durch den österreich-ungarischen Konsul in Lübeck, Johannes Joachim August Suckau, das Offizierskreuz des Franz-Joseph-Ordens überreichen. Vom Königreich Schweden erhielt er das Kommandeurskreuz II. Klasse des Wasaordens und vom Königreich Norwegen das Ritterkreuz I. Klasse des Sankt-Olav-Ordens.
1900 erhielt er auf der Weltausstellung in Paris eine goldene Medaille.
Zur Einweihung des Elbe-Trave-Kanals ernannte ihn der Zentralverein für Binnenschiffahrt zu seinem Ehrenmitglied, und vom Senat der Hansestadt Lübeck wurde ihm der Titel Oberbaudirektor verliehen.
Die Technische Hochschule Hannover verlieh Rehder am 12. August 1907 wegen seiner hervorragenden Leistungen im Hafen- und Wasserbau die Ehrendoktorwürde (als Dr.-Ing. E. h.). Im gleichen Jahr ernannte ihn das Deutsche Museum in München zum Mitglied des Vorstandsrats, zudem wurde er außerordentliches Mitglied der Preußischen Akademie des Bauwesens in Berlin.
Bei seinem Ausscheiden aus dem Staatsdienst verlieh ihm Lübeck die große Goldene Medaille „Bene Merenti“.
In der Stadt sind die Brücke über den Kanal zwischen der Hüxtertorallee und der Krähenstraße und das Brückenwärterhaus der von ihm entworfenen Drehbrücke nach ihm benannt.

## Schriften (Auswahl)
- gemeinsam mit Ludwig Leichtweiß: Denkschrift betreffend Ausbau des Mittellandkanals von Hannover bis Magdeburg. 1918.
- Sonderführer für Lübeck und den Elbe-Trave-Kanal. (Rehder schildert Anlagen für die größere Allgemeinheit)
- Denkschrift über einen Plan zur Anlage von Reichswasserstraßen. (Wasserstraßen, die den kürzesten Weg zu und von den Seehäfen schaffen, natürliche Wasserstraßen durch Überleitung von Kanälen in die Flussschifffahrt und abseitige Kanalstrecken entworfen)
- Der Elbe-Trave-Kanal. (Festschrift zum Entwurf und zur Umsetzung des Elbe-Trave-Kanals)